# Study of a River
Pour plus de détails, voir Fiche technique et Distribution.
Study of a River est un film américain de style expérimental réalisé en 1996 par Peter Hutton (en).

## Description
Ce court métrage en noir et blanc de 16 minutes, tourné en 16 mm, est un portrait du fleuve Hudson en hiver : le passage de bateaux vu depuis l'eau du fleuve, puis depuis la poutre métallique d'un pont ferroviaire à Poughkeepsie. Le film est composé d'un total de 27 plans.

## Histoire
Le tournage a eu lieu sur une période de plus de deux ans.
Le film reçoit en 1997 le Most Overlooked Short Film Award décerné lors du Festival international du court métrage d'Oberhausen. De plus il fait partie des 25 films sélectionnés en 2010 par le National Film Registry pour conservation à la Bibliothèque du Congrès. Jusqu'en 2012, il a été le film le plus récent de cette sélection ; il a depuis été supplanté par Matrix datant de 1999 et sélectionné en 2012, et Decasia datant de 2002 et sélectionné en 2013.

## Inspirations
Il s'inspire des peintres de l'Hudson River School, notamment Thomas Cole, et constitue le troisième volet d'une série sur la vallée de l'Hudson, comprenant également Landscape (for Manon) (1987), In Titan's Goblet (1991), et Time and Tide (2000). On y retrouve également la fascination d'Hutton pour les voyages en bateau, lui qui a travaillé dans la marine marchande.